# 강서구 (서울 선거구)
강서구는 대한민국의 옛 국회의원 선거구이다. 당시 서울특별시 강서구 지역을 관할했다.

## 역사
1977년 9월, 영등포구의 일부 지역이 강서구로 독립했다. 이에 제10대 국회의원 선거를 앞두고 강서구 전역을 관할하는 선거구로 신설되었다.
1988년 1월, 목동·신월동·신정동이 양천구로 분리되었다. 또한 제13대 국회의원 선거를 앞두고 소선거구제가 실시됨에 따라 강서구 갑, 강서구 을, 양천구 갑, 양천구 을로 각각 분리되면서 폐지되었다.

## 역대 국회의원
| 선거   | 정당 | 정당       | 1위 의원 | 정당 | 정당       | 2위 의원 |
| ------ | ---- | ---------- | -------- | ---- | ---------- | -------- |
| 1978년 |      | 민주공화당 | 남재희   |      | 신민당     | 김영배   |
| 1981년 |      | 민주정의당 | 남재희   |      | 민주한국당 | 고병현   |
| 1985년 |      | 신한민주당 | 김영배   |      | 민주정의당 | 남재희   |

## 역대 선거 결과

### 대한민국 제10대 국회의원 선거
|  | 28.81% |

|  | 22.49% |

|  | 22.01% |

|  | 10.73% |

|  | 5.34% |

|  | 4.78% |

|  | 4.05% |

|  | 1.74% |

### 대한민국 제11대 국회의원 선거
|  | 36.09% |

|  | 27.70% |

|  | 25.43% |

|  | 4.77% |

|  | 4.56% |

|  | 1.43% |

### 대한민국 제12대 국회의원 선거
|  | 50.44% |

|  | 22.69% |

|  | 16.86% |

|  | 5.09% |

|  | 3.01% |

|  | 1.87% |